# Рабенау (Гессен)
Рабенау (нім. Rabenau) — громада в Німеччині, знаходиться в землі Гессен. Підпорядковується адміністративному округу Гіссен. Входить до складу району Гіссен.
Площа — 43,4 км2. Населення становить 5060 ос. (станом на 31 грудня 2020).